# KOffice
KOffice 是一套開放源代碼的辦公室套裝軟體（office suite），可用於Linux、Mac OS X、Windows 和 Haiku等作業系統。其中包含了多種軟體，包括：文字處理器（KWord）、電子數據表（KCells）、向量圖形軟體（KOffice Artwork）以及簡報軟體（KOffice Showcase）。

## 歷史
KOffice 的開發開始於1997年。在1998年加入KPresenter和KWord。
1999年，在美國對微軟反壟斷審判中 KOffice 被舉出作為證詞，被當時的微軟總裁 Paul Maritz 作為在作業系統和辦公套裝競爭的證據。
KOffice 套裝的第一次正式發布是在2000年，作為 KDE 2.0 的一部分。

## 功能
KOffice 包括下列的元件（components）：
|  | KWord            | 一个具有樣式表和複雜版面的排版風格編輯器的文本编辑器，用于专业的标准文档。 |
|  | KCells           | 强大的電子試算表。支持多表格，模板和100多個數學公式。                      |
|  | KOffice Showcase | A presentation program with image and effect support.                      |
|  | KOffice Artwork  | 矢量绘图程序。                                                             |

## 技術細節
所有的套件都是採用自由軟體授權，並使用開放文件格式作為原生格式。
KOffice 使用Flake和Pigment於應用程式上。KOffice的開發計劃，以共享基礎設施，盡可能在應用程序之間減少錯誤和改善用戶體驗。 自動化測試任務，並可以使用D-Bus或腳本語言，像Python、Ruby以及JavaScript增加自行定義功能。

## 外部連結
- KOffice website
- KOffice Wiki
- KOffice Forum （页面存档备份，存于）
- #koffice[永久]
- KOffice郵件列表 （页面存档备份，存于）